# Източноафрикански орикс
Източноафриканският орикс (Oryx beisa) е вид антилопа от Източна Африка. В миналото е бил считан за подвид на Гемсбок (Oryx gazella), но двата вида са генетично различни.

## Подвидове
Източноафриканският орикс се разделя на два подвида:
- Oryx beisa beisa, обитаващ степния район на Сомалийския полуостров и земите на север от река Тана.
- Oryx beisa callotis, който се среща на юг от река Тана в южната част на Кения и някои части на Танзания.